# Typhusepidemie von Lebach
Die Typhusepidemie von Lebach war eine größere Epidemie im Raum Lebach, Landkreis Saarlouis, im Winter 1902/03.

## Verlauf
Ausgelöst wurde die Typhusepidemie von Lebach durch den Gebrauch von Trink- und Nutzwasser aus einem Bachlauf. In Henselhofen wurde im Dezember 1902 die Erkrankung eines Kleinkindes an Typhus gemeldet. In dem Haushalt, in dem das Kind lebte, wurde Wasser aus der Theel zwar nicht als Trink-, aber als Brauchwasser verwendet. Wenig später wurde ein zweiter Krankheitsfall bekannt; eine junge Frau aus Aschbach litt ebenfalls an Typhus. In Aschbach wurde ein kleiner Bachlauf, der in die Theel mündete, zur Wasserversorgung genutzt.
Eine Untersuchungskommission befasste sich nun näher mit der Anliegerschaft an diesem Gewässer und stellte fest, dass schon im November 1902 in einem Haushalt am Ortsausgang, der ebenfalls das Bachwasser nutzte, ein Typhusfall aufgetreten war. Die Erkrankung eines fünfzehnjährigen Jungen war jedoch den Behörden nicht gemeldet worden. Etwa 1,5 Kilometer bachaufwärts wurde die Untersuchungskommission erneut fündig. Hier wurde in dem Weiler Homesmühle ein anderthalbjähriges Mädchen entdeckt, dessen Typhuserkrankung ebenfalls nicht gemeldet und auch nicht ärztlich behandelt worden war. In dem Weiler gab es weder eine hygienisch unbedenkliche Wasserversorgung noch Sickergruben für die Abwässer; die Bazillen konnten ungehindert in den Bach gelangen, aus dem die Aschbacher sich mit Wasser versorgten.
Weiter verbreitet wurden die Keime durch die Infizierten aus Homesmühle und Aschbach über die benachbarten Ortschaften Thalexweiler und Steinbach. Ende Dezember 1902 sorgten vor allem die unzureichenden hygienischen Verhältnisse in Thalexweiler für eine rasche Ausbreitung der Krankheit: Der Abort der Gastwirtschaft Linnebach in Thalexweiler stand auch allen Besuchern offen, die ihre Einkäufe in der Verkaufsstelle für Kolonialwaren in diesem Gasthaus tätigten. Hierzu gehörten die Einwohner von Homesmühle. Die Grube des Aborts war jedoch undicht, und ein vielgenutzter Pumpbrunnen war nur etwa zehn Meter von dieser Grube entfernt, so dass schließlich dessen Brunnenwasser mit Krankheitskeimen verseucht wurde. Etwa 30 Personen erkrankten in rascher Folge, davon rund 20 in Thalexweiler selbst.
Die Gesundheitsbehörde griff nun rasch ein und ließ am Ortsrand von Thalexweiler ein Barackenlager errichten, das am 23. Januar 1903 bezugsfertig war. Dort konnten die Erkrankten isoliert und behandelt werden. Im Laufe des Jahres 1903 wurden 48 Personen in diesem Lager versorgt. Nachdem die Epidemie im Lebacher Raum niedergeschlagen war, wurden die Baracken ab 1904 in Dirmingen weiterverwendet.

## Bekämpfung von Typhus in Südwestdeutschland
Um diese Seuchen umfassend zu untersuchen, wurde eine Untersuchungskommission aus Fachleuten des Reichsgesundheitsamts und des Instituts für Infektionskrankheiten in Berlin eingesetzt. Zunächst im Trierer Raum tätig, wurde der Arbeitsbereich der Kommission 1902 erweitert: Es kamen Teile des Regierungsbezirks Koblenz hinzu, und in Saarbrücken wurde eine zweite Untersuchungsstation eingerichtet. Schließlich trat der Erlaß vom 23. April 1907, betreffend die Gesichtspunkte für Beschaffung eines brauchbaren, hygienisch einwandfreien Wassers in Kraft.
Die Orte, in denen sich 1902/03 der Typhus ausgebreitet hatte, mussten noch jahrelang auf eine zentrale Wasserversorgung warten. Lebach erhielt 1913 ein Wasserwerk, Aschbach 1928 und Thalexweiler 1930.